# Colin Hay
Colin James Hay (29 de junho de 1953) é um músico, compositor, multiinstrumentista e ator escoto-australiano.  Ficou conhecido como vocalista da banda de rock Men at Work e depois também por sua carreira solo. As canções de Hay são frequentemente usadas pelo ator e diretor Zach Braff em seus trabalhos, o que ajudou a reerguer a carreira nos anos 2000.

## Biografia
Nascido em 29 de junho de 1953 em Kilwinning, North Ayrshire, Hay mudou-se com família para a Austrália quando tinha 14 anos. Nessa época, Hay começou a se interessar em tocar guitarra e cantar. Em 1979, junto com Ron Strykert (guitarra), Greg Ham (sax, flauta, teclado e gaita), John Rees (baixo) e Jerry Speiser (bateria), formaram o Men at Work, que se tornou um sucesso e um ícone do surf-rock.
Colin Hay esteve à frente da banda como vocalista, guitarrista e principal compositor até a metade dos anos 1980, quando a banda se desfez. Depois, seguiu carreira solo.

## Reuniões do Men At Work
Colin Hay se reuniu com Greg Ham e músicos contratados para uma turnê como Men At Work no Brasil, em 1996. Um show gravado em São Paulo gerou o álbum ao vivo "Brazil '96" (posteriormente lançado no mercado norte-americano como "Brazil"), contendo os principais sucessos dos três discos de estúdio da banda e "Into My Life", da carreira solo de Hay. 
Com Greg Ham, Colin Hay voltou a excursionar o Brasil em 1997 e 2002, sob a alcunha de Men At Work, inclusive participando de festivais como Planeta Atlântida e Festival de Verão de Salvador. A banda também fez shows em países da América Central, Estados Unidos e Austrália, onde apresentou o sucesso "Down Under" na cerimônia de encerramento das Olimpíadas de Sydney, no ano 2000, com transmissão mundial para um público estimado em 2,4 bilhões de pessoas.
Colin Hay e Greg Ham deixaram de excursionar como Men At Work em 2002. A última vez que se apresentaram juntos utilizando o nome da antiga banda foi em 12 de fevereiro de 2009, para um programa de televisão beneficente na Austrália, que angariava fundos para a recuperação das matas atingidas por queimadas no país e ajuda às vítimas.
Greg Ham foi encontrado morto em sua residência em Melbourne (Austrália), no dia 19 de abril de 2012.
Em 2019, Colin Hay excursionou a Europa utilizando o nome Men At Work, com a mesma banda de sua carreira solo, com Cecilia Noël (vocais e percussão), San Miguel Perez (guitarra e tres), Yosmel Montejo (baixo), Jimmy Branly (bateria) e Scheila Gonzalez (saxofones e teclado). Em 2020, essa formação fez uma apresentação beneficente pela internet e nos dois anos seguintes, excursionaram os Estados Unidos, sendo que em 2022, dividiram alguns shows com John Waite e Rick Springfield.

## Carreira solo
Desde que se lançou em carreira solo, Colin Hay já lançou quinze álbuns, somente dois deles por grandes gravadoras (Looking for Jack, 1987, Sony/CBS; Wayfaring Sons, 1990, MCA/Universal), sendo os demais independentes. 

#### Presença em Rainha da Sucata Internacional (1990) e no Rock In Rio II (1991) - Brasil
Colin Hay participou do Rock in Rio II, em 1991 no Rio de Janeiro, tocando na mesma noite que Prince e Joe Cocker. Colin veio a participar do segundo festival devido ao grande sucesso do single "Into My Life" de seu segundo álbum solo, Wayfaring Sons, 1990. A canção em questão havia feito parte, em 1990, da trilha sonora da novela "Rainha da Sucata", exibida pela TV Globo de abril à outubro desse ano. Na trama, escrita por Silvio de Abreu a canção foi tema do personagem "Rafael" interpretado por Maurício Mattar.
No final da década de 1980, Colin Hay fixou residência em Topanga, ao noroeste de Los Angeles, Califórnia, onde vive até hoje.
Em dezembro de 2002, Colin Hay se casou com a cantora, compositora e dançarina peruana Cecilia Noël. Ela passa a fazer parte dos shows solo do cantor. 
A partir de 2003, o artista assinou contrato com a gravadora americana Compass Records, localizada em Nashville, que passou a lançar seus novos álbuns, bem como reeditar seu catálogo independente.
Em 2004, a música "I Just Don't Think I'll Ever Get Over You", fez parte da trilha sonora do filme Garden State (2004), que acabou recebendo o Grammy Awards de melhor trilha sonora daquele ano. No final deste ano, Colin Hay esteve em solo brasileiro pela quinta vez para divulgação de seu oitavo disco solo, Man @ Work.
Colin Hay lançou seu nono álbum solo, Are You Lookin' At Me?, pelo selo Compass Records, em abril de 2007 e o décimo, American Sunshine, em agosto de 2009.
O selo Compass Records relançou todo o catálogo independente do artista, que corresponde aos álbuns: Peaks & Valleys, Topanga, Transcendental Highway, Going Somewhere e Company of Strangers. Sendo que Going Somewhere foi relançado em 2005 e os demais em 2009, com adição de faixas bônus em todos exceto Peaks & Valleys.
Colin Hay lançou seu primeiro DVD em setembro de 2010, Live At The Corner, gravado em 2007 no Hotel Corner em Melbourne na Austrália, o show apresenta músicas do álbum Are You Lookin' At Me?, sucessos do Men at Work e outras favoritas do repertórios solo de Hay como "Beautiful World", "I Just Don't Think I'll Ever Get Over You" e "Waiting For My Real Life to Begin". O DVD apresenta ainda como bônus faixas do álbum American Sunshine, tocadas ao vivo em formato acústico por Hay num festival australiano em 2010, além de entrevistas e uma gravação da música "Melbourne Song" feita com sua irmã Carol Hay.
Gathering Mercury, seu décimo primeiro álbum solo, foi lançado em 2011 pela Compass Records, com canções inspiradas na morte de James Hay, pai do cantor. Pouco tempo depois, Isabel Hay, a mãe de Colin faleceu na Austrália.
Após enfrentarem um longo processo de plágio pelo solo de flauta na música "Down Under", o saxofonista Greg Ham, ex-colega de Men at work, foi encontrado morto em sua casa em abril de 2012. Colin Hay lançou, meses depois, o single "Down Under 2012", contendo três versões da música. A primeira, muito similar à versão original mas sem o solo de flauta, a segunda era uma versão acústica e na terceira Hay conta sobre o processo de criação da música. A música foi utilizada em propagandas de uma empresa de telefonia australiana, incentivando os esportistas que competiam as Olimpíadas de Londres, Hay apareceu nos vídeos.
Em 2017, Colin Hay lançou seu décimo terceiro álbum solo "Fierce Mercy", pela gravadora americana Compass Records.
Durante a pandemia, em agosto de 2021, Colin Hay lançou pela Compass Records um álbum de regravações (o primeiro de sua carreira), "I Just Don't Know What To Do With Myself", fazendo versões de The Beatles, The Kinks, Dustry Springfield, entre outros.
O mais recente álbum solo de Colin Hay é "Now And The Evermore", lançado pela Compass Records em março de 2022, que conta com a participação de Ringo Starr tocando bateria na faixa-título.

## Ringo Starr & His All Starr Band
No ano de 2003, Colin Hay fez parte da All Starr Band do ex-Beatle Ringo Starr. A banda excursionou a América do Norte, e o primeiro show desta turnê resultou no disco "Ringo Starr & His All Starr Band Tour 2003", onde Colin participa tocando guitarra e cantando. Os outros músicos da formação eram Ringo Starr, Paul Carrack, John Waite, Sheila E e Mark Rivera.
Sua relação com os The Beatles não para por aí. Em 2004, Paul McCartney fez uma seleção das músicas que mais gostava para uma revista inglesa e incluiu a música "Going Somewhere" de Colin Hay. Em 2005, a ex-Sra. McCartney, Heather Mills, relançou a música "My Brilliant Feat" de Colin Hay como um single, em tributo ao jogador de futebol George Best, que morreu naquele ano. A verba da venda deste single foi revertida a uma entidade relacionada à doação de órgãos na Inglaterra.
Em julho de 2005 Hay e sua esposa Cecilia Noël participaram da gravação ao vivo de um show de Ringo Starr e sua banda Roundheads. A gravação era para o programa "Soundstage". A participação de Colin chegou a ser transmitida, mas foi consta no lançamento do álbum "Ringo Starr Live At Soundstage" de 2007. Entretanto, ele aparece no DVD do show lançado em 2009.
Hay voltou a excursionar com a All Starr Band de Ringo Starr em 2008, desta vez dividindo o palco com os outros membros: Billy Squier, Hamish Stuart, Edgar Winter, Gary Wright e Gregg Bissonette. O último show da turnê, realizado em Los Angeles, foi lançado em CD e DVD no ano de 2010, "Live At The Greek Theatre 2008", apresenta Colin Hay tocando guitarra nas músicas dos demais músicos e cantando seus sucessos "Who Can It Be Now?" e "Down Under" (esta última exclusiva da edição em DVD).
Durante o show de celebração de 70 anos de Ringo Starr, Colin Hay esteve no palco ao lado de outros amigos do baterista para cantar, com ele, a música "With a Little Help From My Friends". A apresentação foi sucedida pela aparição surpresa de Paul McCartney cantando a música "Birthday".
Colin Hay voltou a integrar a All Starr Band em 2018, com Ringo Starr, Steve Lukather, Gregg Rollie, Graham Gouldman, Warren Ham e Gregg Bissonette. A banda excursionou 12 países além dos Estados Unidos, a maioria deles europeus: França, Holanda, Alemanha, Finlândia, Dinamarca, República Tcheca, Áustria, Espanha, Luxemburgo, Mônaco, Itália e Israel. Não foi lançado registro dessa turnê.
Em 2019, a All Starr Band completou 30 anos e excursionou os Estados Unidos, Canadá e Japão. Colin Hay participou da turnê que contou com uma formação quase idêntica à de 2018, exceto pela mudança de Graham Gouldman por Hamish Stuart. O último show da turnê, no The Greek Theater em Los Angeles, foi gravado e lançado em diversos formatos com o título "Live At The Greek Theater 2019", em dezembro de 2022.
Os shows da All Starr Band agendados para 2020 foram adiados para 2021, devido à pandemia de Coronavírus. Entretanto, precisaram ser reagendados para 2022, após o agravamento da pandemia. Os shows aconteceram entre maio e setembro, em cidades dos Estados Unidos e Canadá, com algumas datas adiadas devido à contração do Covid-19 por alguns dos integrantes, inclusive Ringo Starr. Até que as 12 datas restantes da turnê foram definitivamente canceladas em outubro, inclusive os dois shows de encerramento que deveriam acontecer na Cidade do México.

## Documentário Biográfico
O documentário "Waiting for my real life" foi lançado em 4 de agosto de 2015. Dirigido por Aaron Faulls e Nate Gowtham, o filme narra a trajetória de vida e carreira musical de Colin Hay, passando por seus dias no Men At Work e as razões pelas quais a banda se separou. O filme também aborda o processo de plágio contra a música "Down Under", ao qual Colin Hay atribui a morte de Greg Ham. "Waiting for my real life" foi lançado em DVD e streaming em fevereiro de 2017 pela TriCoast Studios.

## Discografia

### Men at Work
- Keypunch Operator/Down Under (MAW Music - Single independente) (1980)
- Business As Usual (CBS Records) (1981) / (Legacy Recordings) (2003)
- Cargo (CBS Records) (1983)  / (Legacy Recordings) (2003)
- Two Hearts (Columbia Records) (1985)
- Brazil (BMG/Ariola Brasil - Lançado como Brazil '96) (1997) / (Legacy Recordings/Sony) (1998)

### Solo
- Looking for Jack (1987) (Columbia Records) - lançado como "Colin James Hay"
- Wayfaring Sons (1990) - (MCA Records) lançado como "Colin Hay Band"
- Peaks & Valleys (1992) - (Trafalgar Records/Lazy Eye Records - Relançado pela Compass Records em 2009)
- Topanga (1994) - (Lazy Eye Records - Relançado pela Compass Records em 2009)
- Transcendental Highway (1997) - (Lazy Eye Records - Relançado pela Compass Records em 2009)
- Going Somewhere (2000) - (Lazy Eye Records - Relançado pela Compass Records em 2005)
- Company of Strangers (2002) - (Lazy Eye Records  - Relançado pela Compass Records em 2010)
- Man @ Work (2003) - (Compass Records/Lazy Eye Records)
- Are You Lookin' at Me? (2007) - (Compass Records/Lazy Eye Records)
- American Sunshine (2009) - (Compass Records/Lazy Eye Records)
- Gathering Mercury (2011) - (Compass Records/Lazy Eye Records)
- Next Year People (2015) - (Compass Records/Lazy Eye Records)
- Fierce Mercy (2017) - (Compass Records/Lazy Eye Records)
- I Just Don't Know What To Do With Myself (2021) - (Compass Records/Lazy Eye Records)
- Now And The Evermore (2022) - (Compass Records/Lazy Eye Records)

### Ringo Starr& His All Starr Band
- Tour 2003 (2004) (CD/DVD - Koch Records) (Ringo Starr, Colin Hay, Paul Carrack, John Waite, Sheila E, Mark Rivera)
- Live At The Greek Theatre 2008 (2010) - CD/DVD - Hip-O Records - (Ringo Starr, Colin Hay, Billy Squier, Edgar Winter, Hamish Stuart, Gary Winter, Gregg Bissonette)
- Live At The Greek Theater 2019 (2022) - Digital, CD, DVD e Blu-ray - BFD Records - (Ringo Starr, Colin Hay, Steve Lukather, Warren Ham, Gregg Rolie, Hamish Stuart, Gregg Bisonette)

## Videografia
- Live In San Francisco... Or Was It Berkeley? - Men at Work (CBS/Fox Movies) (1984) [VHS]
- Revue (Lazy Eye Rec.) (1999) [VHS]
- Live At The Continental (Lazy Eye Rec.) (2002) [VHS]
- Live At The Corner (Lazy Eye Rec./Boxing Clever Pictures/Compass Records) (2010) [DVD]
- Waiting For My Real Life (2015) - Documentário Biográfico (Lançado em DVD em 2017 pela TriCoast Studios)

## Filmografia
- The Wacky World of Wills & Burke (1985) - com Garry McDonald, Kym Gyngell e Nicole Kidman - papel: Taverneiro
- Georgia (1988) - com Judy Davis - papel: Policial
- Cosi (1996) - com Toni Collete - papel: Zac
- Heaven's Burning (Céu em Chamas) (1997) - com Russel Crowe - papel: Jonah
- The Craíc (1999) - com Jimeoin - papel: Barry
- The Country Bears (Beary e os Ursos Caipiras) (2002) - com Christopher Walken, Haley Joel Osment, John Hiatt - papel: voz cantante dos ursos (creditado na trilha sonora)
- The Wild (Selvagem) (2006) - com Kiefer Sutherland, James Belushi - papel: Fergus Flamingo (voz)
- Largo (2008) - com Dave Allen, Fiona Apple - papel: ele mesmo
- The Uninvited (2008) - com Marguerite Moreau - papel: Nick
- Jack Irish - Bad Debts (2012) - com Guy Pearce - papel: Tony Baker

## Scrubs
Hay participou também de um episódio da série de TV "Scrubs", intitulado "My Overkill" (referência à música de sucesso do Men at Work), onde ele aparece em vários locais tocando violão e cantando a música "Overkill". Trata-se do primeiro episódio da segunda temporada, que foi ao ar em 2002. No último episódio da oitava temporada há também uma curta aparição, embora não creditada.